# Jacky Micaelli
Jacky Micaelli est une chanteuse française, née le 5 janvier 1955 à Bastia où elle est morte le 16 septembre 2017.

## Biographie
Formée au chant par Jean-Paul Poletti, elle commence sa carrière en 1986 avec la sortie de son premier 45 tours, et gagne le prix du concours de chant de Radio France. En 1989, elle représente la Corse au Printemps de Bourges,.
Ensuite, elle participe à la création Gesù al Sepolcro, oratorio de Giacomo Antonio Perti, qui lui vaudra de se produire La Fenice de Venise en 1988, à la basilique de Lourdes l'année suivante, à La Scala de Milan (1989), ou encore festival de musique de La Chaise-Dieu en 1992,. Parallèlement, elle est invitée à chanter sur la scène du Grand Rex avec Jacques Higelin, et avec Marcel Pérès au Cirque d'Hiver.
Alors qu'elle fait partie du seul groupe féminin de polyphonies corses appelé Donnisulana, elle collabore avec plusieurs musiciens dont Louis Sclavis, Iannis Xenakis, le jazzman Andy Emler ou encore le guitariste Kazumi Watanabe,.
En 1997, elle remporte le prix Charles Cros pour son album Corsica sacra,. Trois albums vont se succéder ; Amor'esca (2001), Fiamma (2003) et Ti Ricordi (2005).
Atteinte d'un cancer, elle meurt le 16 septembre 2017 dans la ville de Bastia, à l'âge de 62 ans.
Elle reçoit In Memoriam un Coup de Cœur Musiques du Monde 2018 de l’Académie Charles Cros.

### Vie privée
Mariée, elle est mère de deux enfants.

## Discographie

### Série télévisée
- 1996 : Dans un grand vent de fleurs, chanson du générique intitulée Canto di Sorenza de Julie Pietri, avec le groupe Voce di Corsica et Marie-Ange Geronimi.